# Jonathan López Rodriguez
Jonathan López Rodríguez (Oviedo, 19 april 1987), voetbalnaam Joni López, is een Spaans voetballer. Hij speelt als centrale verdediger bij Candás CF.
Joni López speelde meerdere jaren in de jeugdelftallen van Sporting de Gijón. In 2005 debuteerde hij in het eerste elftal van de Asturische club, waarmee hij in de Segunda División A speelde. In juli 2008 werd Joni López gecontracteerd door FC Barcelona, waar hij voor Barça Atlètic ging spelen, het tweede elftal van de club. Op 9 september 2008 speelde de verdediger met het eerste elftal in de Copa de Catalunya tegen UE Sant Andreu. In de zomer van 2009 keerde hij na één seizoen terug naar Sporting Gijon. Bij deze club belandde hij al snel in het B-elftal. Sinds 2010 speelt López voor Candás CF.
| seizoen    | club              | land   | competitie                 | wed. | goals |
| ---------- | ----------------- | ------ | -------------------------- | ---- | ----- |
| 2006/07    | Sporting de Gijón | Spanje | Segunda División A         | 13   | 0     |
| 2007/08    | Sporting de Gijón | Spanje | Segunda División A         | 3    | 0     |
| 2008/09    | Barça Atlètic     | Spanje | Segunda División B Grupo 3 | 31   | 0     |
| 2009/10    | Sporting de Gijón | Spanje | Segunda División A         | 0    | 0     |
| 2010/11    | Candás CF         | Spanje | Tercera División           | 0    | 0     |
| Bijgewerkt | 02-02-2017        |        |                            |      |       |